# Cryptoblepharus aldabrae
Cryptoblepharus aldabrae es una especie de escincomorfos de la familia Scincidae.

## Distribución geográfica
Es endémica de Aldabra e islotes de su grupo (Seychelles), en el océano Índico..

## Estado de conservación
Se encuentra amenazada por la pérdida de su hábitat natural.